# Pierre Pierlot
Pierre Pierlot (París, 26 de abril de 1921-París, 9 de enero de 2007) fue considerado como uno de los oboístas franceses de más renombre internacional.

## Biografía
Tras realizar estudios musicales en el Conservatorio de Valenciennes con Gaston Longatte, Pierre Pierlot accedió al conservatorio de París bajo las instrucciones de Louis Bleuzet y obtiene en 1941 el primer premio de oboe y de música de cámara, cuyo profesor en esta última era Fernand Oubradous. En 1949, gana el primer premio en el concurso internacional de Ginebra donde en años venidores sería miembro del jurado en los de Múnich y Budapest. 
En 1946, de la amistad con el flautista Jean-Pierre Rampal nace el Quinteto de viento francés con Jacques Lancelot en el clarinette, Gilbert Coursier a la trompa y Paul Hongne al fagot. A partir de 1952, Pierre Pierlot fue miembro de la ensemble borraca de París con Robert Veyron-Lacroix y Robert Gendre.
Su hijo Philippe es flautista de la Orquesta Nacional de Francia.

## Registros
- Integral de los Conciertos de Tomaso Albinoni para 1 o 2 oboes (2 oboes Jacques Chambon)

- Datos: Q2288388